# Pennywise
Pennywise é uma banda de punk rock norte-americana formada em 1988 em Hermosa Beach, pequena cidade ao sul de Los Angeles. Teve seu nome inspirado na criatura do livro de horror de Stephen King, It.
É uma das principais bandas da cena punk rock californiana atual, ao lado de nomes como NOFX e Bad Religion, e uma das mais influentes durante a década de 1990. Suas letras politizadas, sempre com protestos, e o som rápido, logo destacaram a banda na cena underground norte-americana, angariando fãs pelo mundo todo. Seus concertos, sempre com muita energia também são uma marca da banda, que quase teve um fim prematuro em 1996, com o suicídio de seu primeiro baixista, Jason Thirsk, que também era o principal compositor, até então.
Após o lançamento do álbum Unknown Road em 1993, a banda recebeu propostas de grandes gravadoras, mas preferiu permanecer na Epitaph Records, onde está até hoje, e manter seu som original. O Pennywise é hoje uma das principais influências das novas bandas de hardcore punk do mundo. Canções como "Brohymn", "Fuck Authority", "Wouldn't it be Nice", "No Reason Why", "Alien", "Waiting", "God Save the USA", e muitas outras já são clássicos do hardcore.

## História

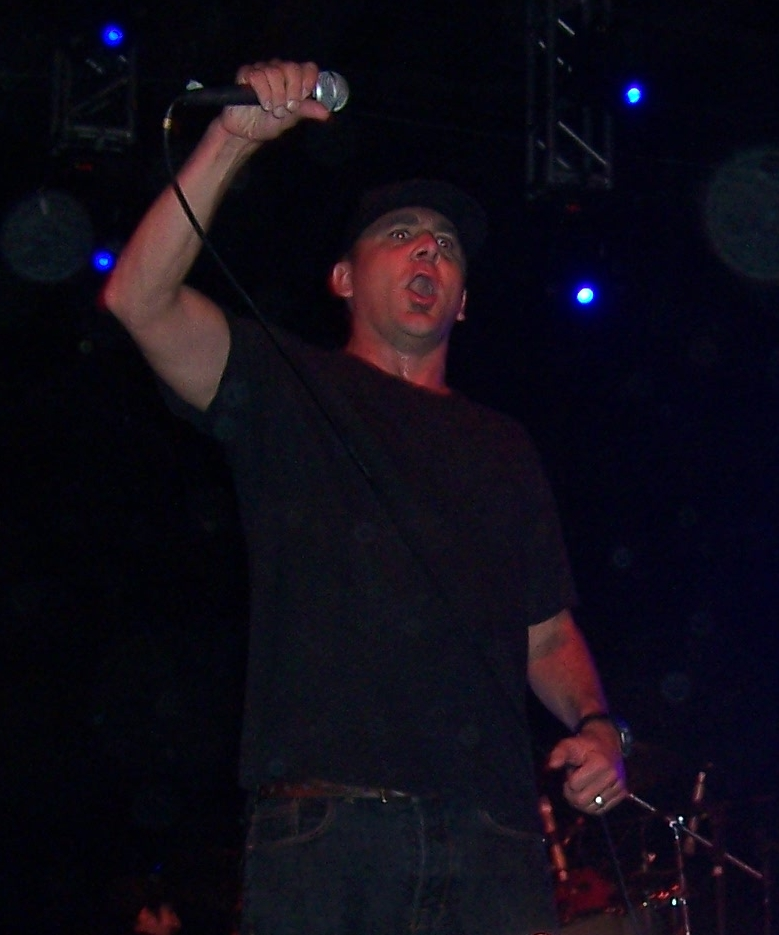
Jim Lindberg em concerto com a banda, 2007

### 1988-1992: princípio
O Pennywise foi formado em 1988 em Hermosa Beach, Califórnia pelo vocalista  Jim Lindberg, pelo guitarrista Fletcher Dragge, pelo baterista Byron McMackin e pelo baixista Jason Thirsk. Essa é a formação clássica. Todos os integrantes haviam tocado em outras bandas da região, e prestaram ensino médio na mesma escola. Hermosa Beach já havia sido origem de outras bandas pioneiras de hardcore punk no final da década de 1970, como Black Flag, Circle Jerks e Descendents.
Em 1989 lançaram pela Theologian Records dois EP, A Word from the Wise e Wildcard, influenciados por bandas como Minor Threat e Black Flag. Posteriormente a gravadora relançou os EP em um disco solo, "Wildcard/A Word from the Wise".
Tendo ouvido a banda na rádio local da universidade, um DJ local indicou A Word from the Wise a Brett Gurewitz da Epitaph Records (e também baterista do Bad Religion), e, apesar de críticas não favoráveis ao EP, o grupo assinou contrato com a gravadora em 1990. Lançaram seu primeiro álbum no ano seguinte, Pennywise, que rapidamente espalhou-se pela comunidade punk estado-unidense. Suas letras passavam uma mensagem positiva, ajudando a promover os ideais da Geração X. Lindberg deixou a banda logo após a gravação por questões pessoais: iria casar-se e o clima dos concertos punk não era o mais propício para a formação de uma família. Thirsk assumiu o vocal e seu professor de baixo reuniu-se ao grupo, o baixista Randy Bradbury. Em 1992, o vocalista do The Vandals Dave Quackenbush assumiu o vocal da banda por um breve período. Bradbury deixou o grupo e Thirsk retornou ao baixo.

### 1993-2003: aumento da popularidade e a morte de Thirsk
Lindberg casou-se e retornou ao grupo em 1992, após persuasão de seus companheiros, a tempo para o segundo álbum. Unknown Road foi lançado no ano seguinte, e vendeu cerca de duzentas mil cópias, um boa marca uma gravadora independente. A projeção da Epitaph os ajuda de forma considerável, conseguindo divulgar sua música internacionalmente. Em torno de 1995, bandas punk como The Offspring e Rancid estavam na mídia e o Pennywise recusava convites para integrar gravadoras maiores. Produzido por Brett Gurewitz, About Time foi lançado em 1995, outro hit da cena independente assim como Unknown Road.  About Time além de ser considerado a "obra-prima" da banda, é destacado também por ser o último álbum com o  baixista e principal letrista Jason Thirsk, que cometeria suicídio algum tempo depois.
Em meados de 1996 a banda começa a gravar o quarto álbum, e Thirsk deixa o grupo na tentativa de tratar problemas com alcoolismo. Apesar de bem sucedido, ele teve recaídas e se matou com um tiro no peito em 29 de julho de 1996.
Seguido da morte de Thirsk, Bradbury volta à banda como membro permanente e participa dos próximos dois álbuns, Full Circle (1997) e Straight Ahead (1999). Este foi seguido de um álbum ao vivo, Live at the Key Club (2000), um concerto gravado no Key Club em Hollywood. Depois são lançados Land of the Free? (2001), influenciado pelos protestos de grupos antiglobalização e eleições estado-unidenses, e From the Ashes (2003). Este foi marcado pelo falecimento inesperado do pai de Fletcher, que afetou o guitarrista e a rotina do grupo.

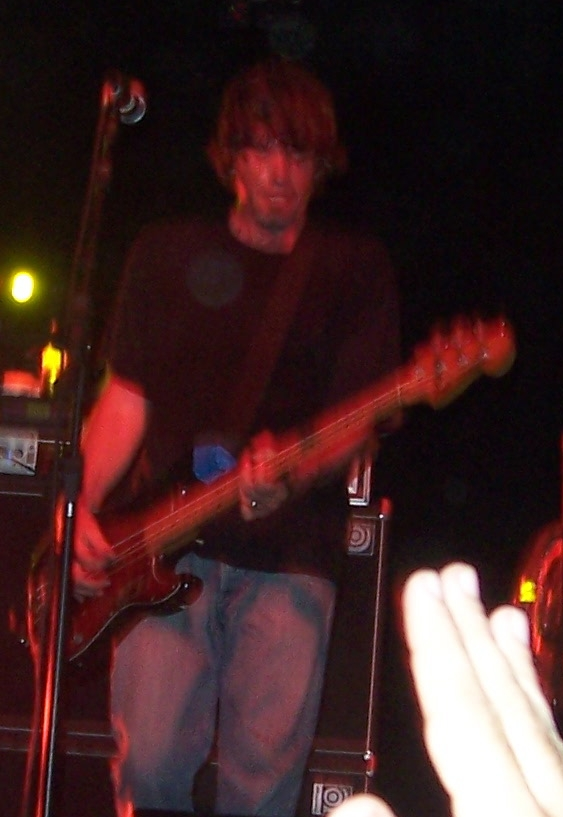
Randy Bradbury em concerto com a banda, 2007

### 2004-atualmente: história recente
Home Movies foi relançado em DVD em 2004, até então o único álbum de vídeo da banda. Lançado originalmente em 1995, estava fora de circulação desde 1997.
O oitavo álbum da banda foi lançado em meados de 2005, The Fuse. A turnê australiana foi cancelada, gerando rumores sobre o término do grupo, que Lindberg negou. No mesmo ano, foram lançadas versões dos quatro primeiros álbuns remasterizadas digitalmente. A banda retornou ao estúdio em 2007 para trabalhar no nono álbum, Reason to Believe, lançado em março de 2008. Em agosto de 2009, Jim Lindberg anuncia sua saída dos vocais do Pennywise, depois de 19 anos como Frontman da banda. Para seu lugar eles anunciaram Zoli Teglas, vocal da banda de Hardcore/Punk Rock de Orange Country, California, Ignite.
Em Abril 2012, após um período de quatro anos, é lançando o álbum All or Nothing, o primeiro com a atual formação de grupo.
No dia 29 de outubro de 2012, três anos após a sua saída, a banda anunciou a volta de Jim Lindberg aos vocais. Lindberg havia deixado o Pennywise em meados de 2009, após mais de 20 anos à frente do grupo, com a intenção de se dedicar a outros projetos. Neste meio tempo, o posto de vocalista foi preenchido por Zoli Téglás.
No começo de 2012, no entanto, Téglás se machucou em um show na Alemanha, teve de ser operado e forçou a banda a cancelar diversas datas. Além disso, segundo o guitarrista Fletcher Dragge, Zoli Téglás já não estava mais querendo continuar no Pennywise, tendo inclusive ligado para Lindberg, pedindo para que ele reassumisse o cargo.

## Membros[4]

### Formação atual[3]
- Jim Lindberg - vocal (1988—1989; 1992 - 2009; 2012)
- Fletcher Dragge - guitarra (desde 1988)
- Randy Bradbury - baixo (1990—1992; desde 1996, substituindo Jason Thirsk)
- Byron McMackin - bateria (desde 1988)

### Ex-integrantes
- Zoli Teglas  - vocal (2009-2012)
- Jason Thirsk - baixo (1988—1996, falecido)

## Discografia
| Ano  | Título               | Gravadora                 | Formato                   |
| ---- | -------------------- | ------------------------- | ------------------------- |
| 1991 | Pennywise            | Epitaph                   | CD e LP                   |
| 1993 | Unknown Road         | Epitaph                   | CD e LP                   |
| 1995 | About Time           | Epitaph                   | CD e LP                   |
| 1997 | Full Circle          | Epitaph                   | CD e LP                   |
| 1999 | Straight Ahead       | Epitaph                   | CD e LP                   |
| 2000 | Live at the Key Club | Epitaph                   | CD e LP                   |
| 2001 | Land of the Free?    | Epitaph                   | CD e LP                   |
| 2003 | From the Ashes       | Epitaph                   | CD e LP                   |
| 2005 | The Fuse             | Epitaph                   | CD e LP                   |
| 2008 | Reason to Believe    | Epitaph e MySpace Records | CD, LP e download digital |
| 2012 | All or Nothing       | Epitaph                   | CD, LP e download digital |
| 2014 | Yesterdays           | Epitaph                   | CD e LP                   |
| 2018 | Never Gonna Die      | Epitaph                   | CD e LP                   |

| Ano  | Título               | Gravadora         |
| ---- | -------------------- | ----------------- |
| 1990 | A Word from the Wise | Theologian Recods |
| 1990 | Wildcard             | Theologian Recods |

| Ano  | Título                   | Álbum             |
| ---- | ------------------------ | ----------------- |
| 1993 | "Homesick"               | Unknown Road      |
| 1994 | "Tomorrow"               | "Tomorrow" (7")   |
| 1995 | "Same Old Story"         | About Time        |
| 1997 | "Society"                | Full Circle       |
| 1999 | "Alien"                  | Straight Ahead    |
| 2000 | "Victim of Reality"      | Straight Ahead    |
| 2001 | "Fuck Authority"         | Land of the Free? |
| 2001 | "Divine Intervention"    | Land of the Free? |
| 2002 | "My God"                 | Land of the Free? |
| 2003 | "Yesterdays"             | From the Ashes    |
| 2003 | "God Save the USA"       | From the Ashes    |
| 2005 | "Disconnect"             | The Fuse          |
| 2005 | "Knocked Down"           | The Fuse          |
| 2008 | "The Western World"      | Reason to Believe |
| 2008 | "Die for You"            | Reason to Believe |
| 2009 | "One Reason"             | Reason to Believe |
| 2012 | "All or Nothing"         | All or Nothing    |
| 2012 | "Let Us Hear Your Voice" | All or Nothing    |

## Videografia
- Home Movies (1995)